# Aaby Kommune
Aaby Kommune var en kommune i Aarhus Amt mellem 1842 og 1970. Kommunen blev ved kommunalreformen i 1970 indlemmet i Aarhus Kommune.

## Politik

### Valgresultater efter år
| 6 | 2 | 1 |

| 5 | 3 | 1 |

| 7 | 2 |

| 4 | 4 | 1 |

| 7 | 2 |